# Katerloch
Das Katerloch ist die tropfsteinreichste Schauhöhle Österreichs. Sie liegt bei Dürntal (Gemeinde Naas bei Weiz) in der Steiermark und ist nur nach telefonischer Voranmeldung zu besichtigen.

## Beschreibung
Die Höhle weist auf rund einem Kilometer Führungsweg einen Höhenunterschied von 135 m auf.
Durch das Eingangsportal gelangt man in die nach innen abfallende Eingangshalle mit bemoosten und von Algen bewachsenen Sintersäulen.
Die größte Säule in der Eingangshalle ist 22 m hoch und hat einen Umfang von 46 m.
Von dort kann man in den 45 m tiefen „Marteldom“ sehen.
Eine der größten Hallen ist die 120 m lange, bis zu 85 m breite und 18 m hohe „Fantasiehalle“. Hier befindet sich eine Ansammlung von rund 4.000 Tropfsteingroßstrukturen mit großem Formenreichtum: Man findet Kalkkorallen, weiße und farbige Sintervorhänge, Kristalle und Kristallsäulen. Die Fantasiehalle ist durch ein System von Treppen und Stufen für Besucher erschlossen.
Von der Fantasiehalle aus erreicht man die weiteren Entdeckungen des Forscherehepaares Hermann und Regina Hofer aus dem Jahre 1955: Das „Zauberreich“ und das „Seeparadies“, die sich durch besondere Formenvielfalt auszeichnen. Dort sind auch Höhlenseen zu finden.
In der Höhle gab es zahlreiche Knochenfunde des Höhlenbären.

## Namensgebung
Namensgeber der Höhle ist der sogenannte „Eulenkater“. In der Region bezeichnet man so die männliche Eule, die in das Portal aus- und einfliegt.

## Weblinks

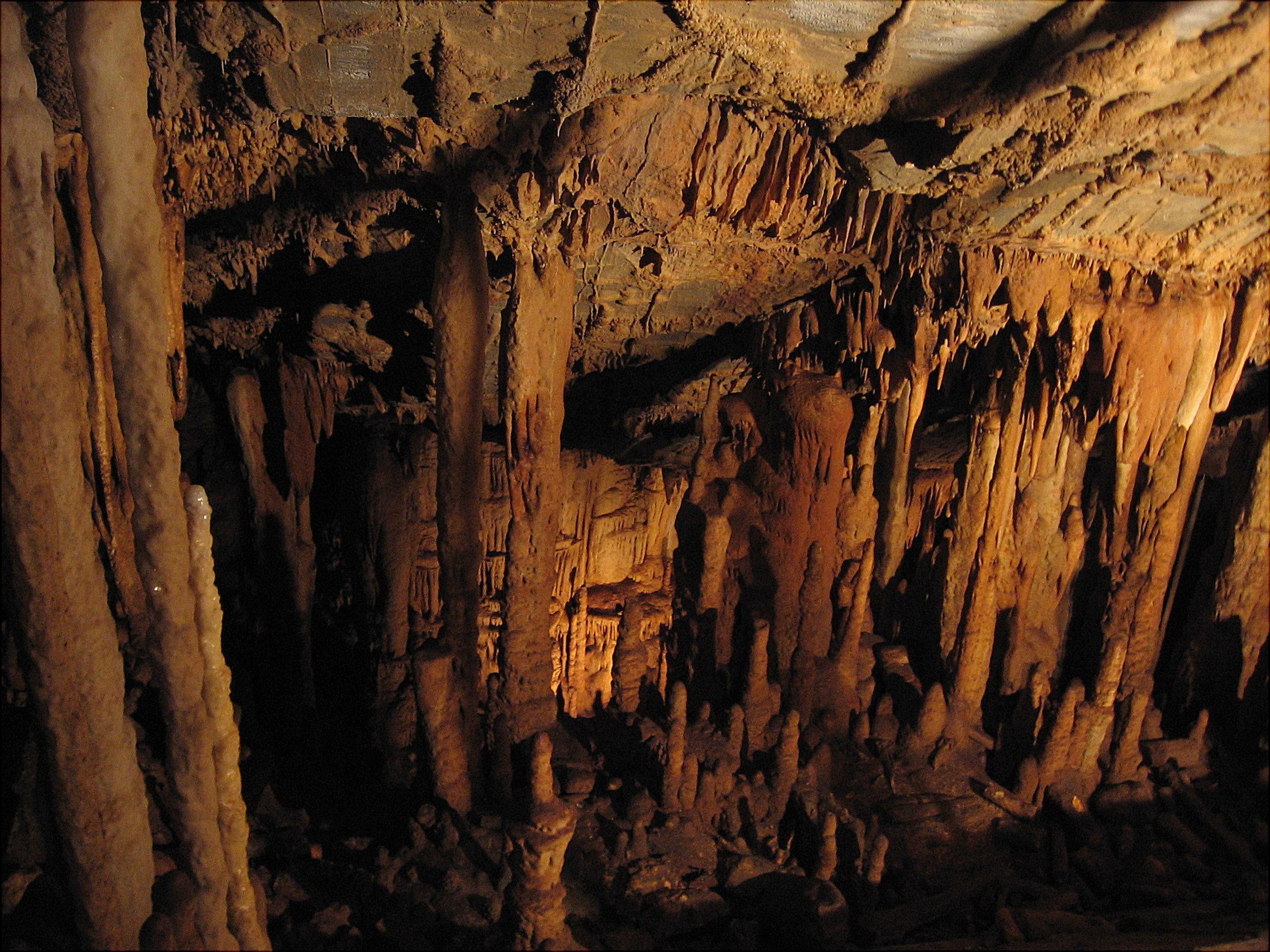
Fantasiehalle
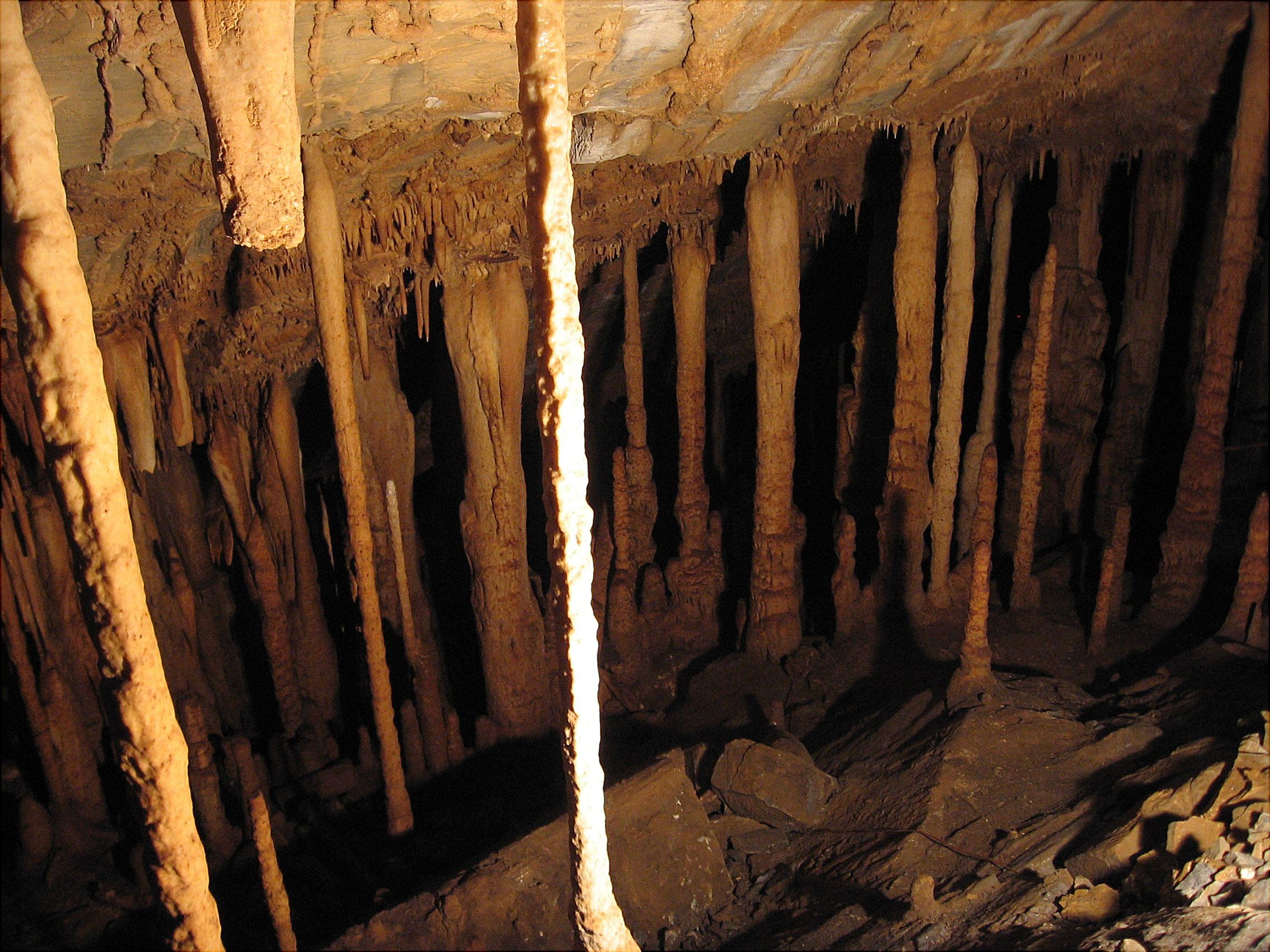
Stalagnaten in der Fantasiehalle
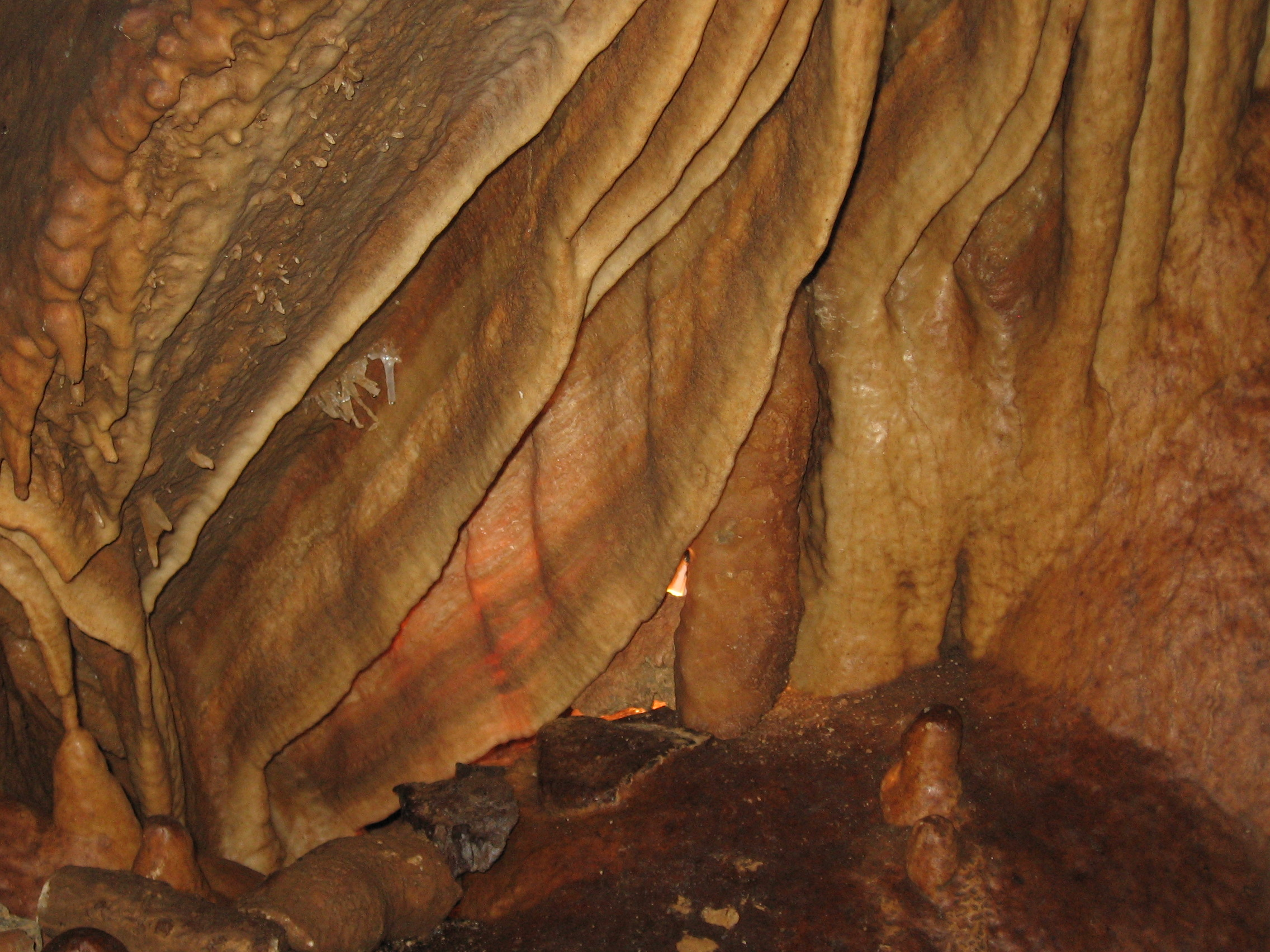
Sinterfahnen